# كورت هانسن (لاعب شطرنج)
كورت هانسن (بالدنماركية: Curt Hansen)‏ هو لاعب شطرنج دنماركي، ولد في 18 سبتمبر 1964 في Bov, Bulgaria ‏ في بلغاريا.

## وصلات خارجية
- كورت هانسن على موقع الاتحاد الدولي للشطرنج (الإنجليزية)
- كورت هانسن على موقع مباريات الشطرنج (الإنجليزية)
- كورت هانسن على موقع 365Chess.com (الإنجليزية)
- كورت هانسن على موقع Chesstempo.com (الإنجليزية)
- كورت هانسن على موقع اتحاد المراسلات الدولية للشطرنج (الإنجليزية)
- كورت هانسن على موقع الاتحاد الأمريكي للشطرنج (الإنجليزية)
- كورت هانسن سجل أولمبياد الشطرنج على موقع OlimpBase.org (الإنجليزية)